# Cryptotis griseoventris
Cryptotis griseoventris е вид бозайник от семейство Земеровкови (Soricidae). Видът е световно застрашен, със статут Уязвим.

## Разпространение
Разпространен е в Гватемала и Мексико.